# Stadion Detelinara
Stadion Detelinara – stadion piłkarski w Nowym Sadzie, w Serbii. Obiekt może pomieścić 2150 widzów. Swoje spotkania rozgrywają na nim piłkarze klubu RFK Novi Sad.